# Якела, Йоанна
Йоанна Якела  (пол. Joanna Jakieła; род. 2 марта 1999, Закопане, Малопольское воеводство)   — польская биатлонистка. Член женской сборной Польши по биатлону.

## Биография
Родилась в 1999 году.
Йоанна  дебютировала на международной арене в возрасте 15 лет на молодёжном чемпионате мира 2015 года.В следующем году  она приняла участие в юношеских Олимпийских играх в Лиллехаммере в качестве одной из самых юных участниц и заняла 31-е и 30-е места в спринте и пасьюте.
Бронзовый призёр чемпионата Европы по биатлону среди юниоров 2018 года в смешанной эстафете и чемпионата Европы среди юниоров по биатлону 2020 года в индивидуальной гонке, серебряный призёр летнего чемпионата мира по биатлону 2018 года в смешанной эстафете среди юниоров.
С 2020 года Йоанна входит в состав национальной сборной Польши, регулярно выступая на этапах Кубка мира.